# Eois amydroscia
Eois amydroscia är en fjärilsart som beskrevs av Louis Beethoven Prout 1922. Eois amydroscia ingår i släktet Eois och familjen mätare. Inga underarter finns listade i Catalogue of Life.